# USS Schroeder (DD-501)
USS Schroeder (DD-501) là một tàu khu trục lớp Fletcher được Hải quân Hoa Kỳ chế tạo trong Chiến tranh Thế giới thứ hai. Nó là chiếc tàu chiến duy nhất của Hải quân Mỹ được đặt theo tên Chuẩn đô đốc Seaton Schroeder (1849-1922), người tham gia các cuộc Nội chiến Hoa Kỳ, Chiến tranh Tây Ban Nha-Hoa Kỳ và Chiến tranh Thế giới thứ nhất. Nó hoạt động cho đến hết Thế Chiến II, được cho xuất biên chế năm 1946, rút đăng bạ năm 1972 và bị bán để tháo dỡ năm 1974. Nó được tặng thưởng mười Ngôi sao Chiến trận trong Thế Chiến II.

## Thiết kế và chế tạo
Schroeder được đặt lườn tại xưởng đóng tàu của hãng Federal Shipbuilding and Drydock Company ở Kearny, New Jersey vào ngày 25 tháng 6 năm 1942. Nó được hạ thủy vào ngày 11 tháng 11 năm 1942; được đỡ đầu bởi cô Grace Wainwright Schroeder; và nhập biên chế vào ngày 1 tháng 1 năm 1943 dưới quyền chỉ huy của Hạm trưởng, Trung tá Hải quân J. T. Bowers.

## Lịch sử hoạt động

### 1943
Schroeder thực hiện hai chuyến đi hộ tống cho các tàu sân bay tiến hành chạy thử máy đến vùng biển Caribe cùng một chuyến hộ tống tàu buôn hướng sang Casablanca, Bắc Phi, trước khi lên đường đi sang Mặt trận Thái Bình Dương. Sau khi được đại tu tại Xưởng hải quân Mare Island, nó đi về phía Tây và gia nhập Hải đội Khu trục 25 tại Trân Châu Cảng vào ngày 28 tháng 7 năm 1943. Nó tham gia hộ tống lực lượng đặc nhiệm tàu sân bay khi chúng tấn công đảo Marcus vào ngày 1 tháng 9. Đang khi bắn phá đảo Wake vào đầu tháng 10, nó lần đầu tiên chịu đựng hỏa lực bắn trả của đối phương, nhưng không chịu thương vong nào.
Sau đợt bắn phá đảo Wake, Schroeder khởi hành đi đến quần đảo New Hebride để huấn luyện cùng các đơn vị đổ bộ. Đến đầu tháng 11, nó tham gia chiến dịch chiếm đóng quần đảo Gilbert. Vào sáng sớm ngày 20 tháng 11, nó nằm trong thành phần lực lượng bắn phá và đã nả pháo dọc theo bờ biển phía Đông của đảo san hô Tarawa. Nó tiến vào trong vũng biển sáng sớm ngày hôm sau để bắn pháo hỗ trợ cho lực lượng Thủy quân Lục chiến đang đổ bộ lên Tarawa. Ngoài việc hỗ trợ hỏa lực, nó còn hoạt động như một tàu sơ cứu cho binh lính bị thương. Chiếc tàu khu trục bị hư hại chân vịt do va chạm với những rạn san hô trong vũng biển; nó rời Tarawa vào ngày 24 tháng 11 để đi Trân Châu Cảng cho việc đại tu sửa chữa.

### 1944
Schroeder quay trở lại đội của nó vào ngày 1 tháng 2 năm 1944, khi nó hộ tống các tàu vận chuyển và bắn pháo hỗ trợ cho cuộc tấn công chiếm đóng Kwajalein. Nó ở lại khu vực quần đảo Marshall trong nhiều tuần, và từ ngày 20 đến ngày 24 tháng 2 đã bắn phá các đảo san hô Maloelap và Wotje. Vào ngày 1 tháng 3, nó lên đường đi quần đảo New Hebride tham gia các đợt thực tập huấn luyện bổ sung. Sang ngày 20 tháng 3, chiếc tàu khu trục cùng đội của nó đã bắn phá các công sự phòng thủ ven biển Nhật Bản tại Kavieng, New Ireland, tiêu phí gần 900 quả đạn pháo 5 inch, trước khi rút lui về Efate lúc chiều tối.
Schroeder được tiếp tế đạn dược tại Espiritu Santo, và vào ngày 1 tháng 4 đã hộ tống Pocomoke và SS Red Rover đi Guadalcanal, tham gia một đoàn tàu buôn tại đây để hộ tống chúng đi đến vịnh Milne, New Guinea. Cuối tháng đó, nó tham gia bắn phá các vị trí của đối phương ở Hollandia; rồi hộ tống các tàu vận chuyển và tàu đổ bộ LST tại vịnh Humboldt. Nó làm nhiệm vụ dẫn hướng máy bay chiến đấu cho đến ngày 30 tháng 4, khi nó lên đường cùng một đoàn tàu vận tải đi đến mũi Sudest, và sau đó đến Buna. Chiếc tàu khu trục tiếp tục hoạt động tại khu vực vịnh Purvis - Guadalcanal cho đến khi nó lên đường đi Kwajalein vào ngày 4 tháng 6 trong thành phần Đội đặc nhiệm 53.1. Đơn vị đi đến Eniwetok vào ngày 28 tháng 6, nơi con tàu được bảo trì và tiếp liệu.
Vào ngày 11 tháng 7, Schroeder và đội của nó khởi hành đi sang quần đảo Mariana. Từ ngày 16 đến ngày 20 tháng 7, đơn vị đã bắn phá khu vực Tumon thuộc Guam, và chiếc tàu khu trục sau đó hoạt động cột mốc canh phòng cho đến ngày 4 tháng 8, khi nó hộ tống một đoàn tàu quay trở về Eniwetok. Sau khi quay về Espiritu Santo cho một đợt tiếp liệu và bảo trì, nó lên đường đi sang vịnh Humboldt vào ngày 22 tháng 8. Con tàu được phối thuộc cùng Đội đặc nhiệm 77.5, vốn đã lên đường vào ngày 13 tháng 9 cho cuộc tấn công lên Morotai tại Đông Ấn thuộc Hà Lan. Nó đã hộ tống các tàu đổ bộ LST trên đường tiếp cận vịnh Pitoe, rồi sau đó làm nhiệm vụ cột mốc canh phòng, cho đến khi lên đường hướng đến vịnh Humboldt vào ngày 21 tháng 9.
Schroeder khởi hành vào ngày 13 tháng 10 cùng Lực lượng Đặc nhiệm 78 để đi đảo Panoan thuộc quần đảo Philippine. Nó tiến vào vịnh Leyte lúc nữa đêm ngày 19 tháng 10 cùng một đội tàu vận chuyển, và sang sáng ngày hôm sau bắt đầu nhiệm vụ tuần tra chống tàu ngầm và dẫn đường máy bay chiến đấu. Đến ngày 25 tháng 10, con tàu rút lui khỏi khu vực chiến sự để quay về Hoa Kỳ, về đến San Francisco, California vào ngày 23 tháng 11, nơi nó được đại tu.

### 1945
Vào ngày 11 tháng 1 năm 1945, Schroeder di chuyển dọc bờ biển để đến San Diego, California, và khởi hành từ đây vào ngày 20 tháng 1 để quay trở lại Ulithi. Đến nơi vào ngày 7 tháng 2, nó gia nhập Lực lượng Đặc nhiệm 58, lực lượng tàu sân bay nhanh trực thuộc Đệ Ngũ hạm đội. Lực lượng lên đường vào ngày 10 tháng 2 để hướng sang chính quốc Nhật Bản, và vào các ngày 16 và 17 tháng 2, máy bay từ tàu sân bay đã không kích xuống khu vực phụ cận Tokyo, nhắm vào các sân bay, xưởng chế tạo máy bay và tàu bè trong khu vực. Sang ngày hôm sau, các tàu sân bay không kích xuống quần đảo Volcano nhằm chuẩn bị cho cuộc tấn công tiếp theo lên thành trì này của Nhật Bản.
Schroeder quay trở về Ulithi vào đầu tháng 3, để rồi đến ngày 23 tháng 3 lại hoạt động ngoài khơi các đảo chính quốc Nhật Bản. Được cho tách khỏi đội đặc nhiệm vào ngày 31 tháng 3, nó cùng tàu khu trục Murray (DD-576) đi đến Ulithi. Chiếc tàu khu trục khởi hành từ đây vào ngày 10 tháng 4 trong thành phần Đội đặc nhiệm 50.8 để đi sang Okinawa nhằm hỗ trợ cho cuộc đổ bộ tại đây. Vào ngày 16 tháng 4, đang khi hỗ trợ cho cuộc đổ bộ lên Ie Shima, nó phải báo động trực chiến đến chín lần nhằm đánh trả các cuộc không kích của đối phương. Năm ngày sau, nó cùng Đội khu trục 49 tiến hành bắn phá bờ phía Tây của Minami Daito Shima, gây ra nhiều đám cháy trên bờ nhưng không có phát súng bắn trả nào từ các vị trí đối phương.
Schroeder quay trở về Ulithi từ ngày 27 tháng 4 đến ngày 9 tháng 5 để bảo trì, tiếp liệu và nghỉ ngơi, rồi gia nhập cùng các tàu sân bay nhanh ba ngày sau đó khi chúng tiến hành các phi vụ ném bom và trinh sát hình ảnh bên trên đảo Kyūshū. Bốn ngày sau, họ hỗ trợ cho binh lính đổ bộ trên bờ tại phía Nam Okinawa. Lực lượng Đặc nhiệm 58 đi vào vịnh San Pedro, Philippines vào ngày 13 tháng 6 để bảo trì, để rồi lại khởi hành vào ngày 1 tháng 7, và đến ngày 10 tháng 7, các tàu sân bay tung ra cuộc không kích xuống khu vực phụ cận Tokyo. Trong các ngày 17-18 tháng 7, máy bay từ tàu sân bay nhắm vào các mục tiêu tại khu vực Tokyo-Yokohama; và vào ngày 31 tháng 7, chiếc tàu khu trục đã trực tiếp bắn phá Shimizu trên đảo Honshū.
Sau khi Nhật Bản đầu hàng kết thúc xung đột, lực lượng đặc nhiệm tiến vào vịnh Tokyo vào ngày 6 tháng 9, và các đơn vị phối thuộc bắt đầu được giải tán. Schroeder được lệnh gia nhập Lực lượng Đặc nhiệm 11 tại Okinawa, và lên đường đi Trân Châu Cảng. Con tàu khởi hành từ Trân Châu Cảng vào ngày 1 tháng 10 để quay trở về vùng bờ Đông Hoa Kỳ, đi vào Xưởng hải quân Charleston, South Carolina vào ngày 2 tháng 11, và được chuẩn bị để ngừng hoạt động.
Schroeder được cho xuất biên chế vào ngày 29 tháng 4 năm 1946 và được đưa về Hạm đội Dự bị Đại Tây Dương. Con tàu ở trong thành phần dự bị cho đến ngày 1 tháng 10 năm 1972, khi tên nó được cho rút khỏi danh sách Đăng bạ Hải quân; và lườn tàu được bán cho hãng Southern Materials Co., Ltd. tại New Orleans, Louisiana để tháo dỡ vào ngày 1 tháng 1 năm 1974.

## Phần thưởng
Schroeder được tặng thưởng mười Ngôi sao Chiến trận do thành tích phục vụ trong Thế Chiến II.